# Jakow Czerkaski

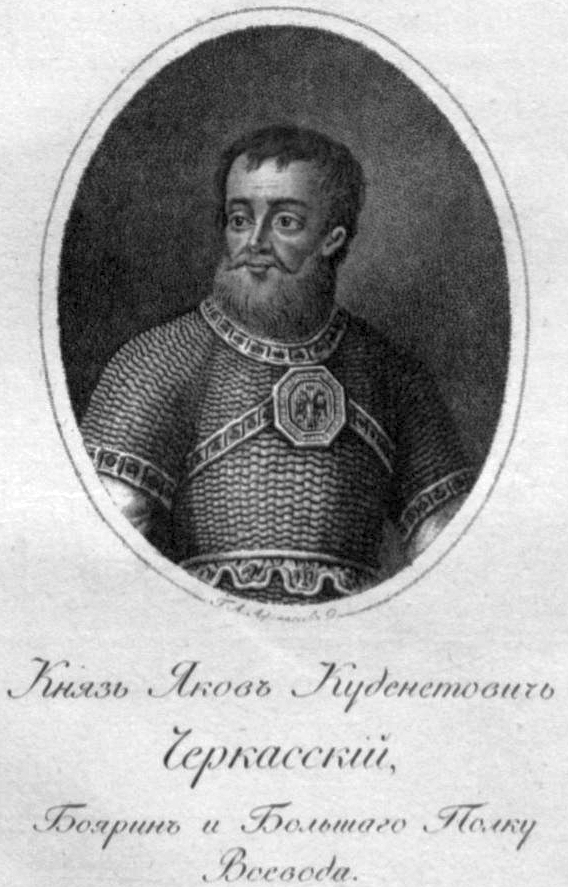
Jakow Czerkaski

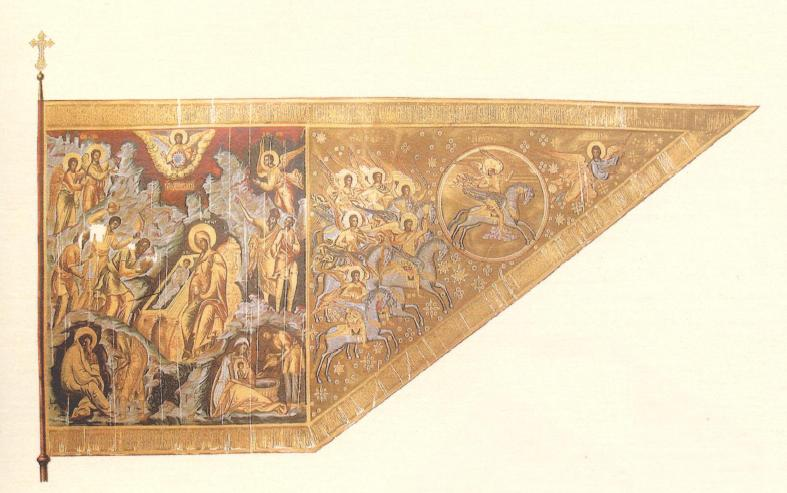
Sztandar Wielkiego Pułku z 1654 roku

Jakow Kudeniekowicz Czerkaski, przed chrztem Uruskan-Murza (zm. 1665 pod Mohylewem) – kniaź, rosyjski dowódca z okresu wojny polsko-rosyjskiej 1654–1667.
Pierwszy raz wymieniany w źródłach w 1626. Za swoje zasługi otrzymał od cara Rosji posiadłość w Niżnym Nowogrodzie, gdzie chronił granicę przed Tatarami. Po wybuchu wojny z I Rzecząpospolitą w 1654 wojska pod jego dowództwem wyparły Janusza Radziwiłła z terenu dzisiejszej Białorusi, co zjednało mu uznanie cara. W 1655 udał się do Smoleńska, aby przywitać tam cara Aleksego, który mianował go pułkownikiem Wielkiego Pułku (czyli głównodowodzącym).
W czasie ofensywy w 1655 z nową armią uderzył na Grodno, potem Wilno i pokonał wojska Radziwiłła i Gosiewskiego. W czasie potopu szwedzkiego oddelegowany do walki ze Szwedami, w 1660 przy armii Dołgorukiego.
W 1665 zginął w czasie oblegania wojsk hetmana polnego litewskiego Michała Kazimierza Paca pod Mohylewem, zabity w czasie obiadu kulą armatnią wystrzeloną z wałów miejskich.